# Port lotniczy Kato
Port lotniczy Kato (IATA: KTO, ICAO: SYKT) – port lotniczy zlokalizowany w miejscowości Kato, w Gujanie.